# Estação Nezahualpilli
A Estação Nezahualpilli é uma das estações do VLT da Cidade do México, situada na Cidade do México, entre a Estação Xotepingo e a Estação Registro Federal. Administrada pelo Servicio de Transportes Eléctricos de la Ciudad de México (STECDMX), faz parte da Linha 1.
Foi inaugurada em 1º de agosto de 1986. Localiza-se no cruzamento da Estrada de Tlalpan com a Rua Vicente Guerrero e a Rua Nezahualpilli. Atende o bairro Emiliano Zapata, situado na demarcação territorial de Coyoacán.